# La gran juventud
La gran juventud (su título original en francés Les Amandiers) es una comedia dramática francesa de 2022 coescrita y dirigida por Valeria Bruni Tedeschi.
La película se presentó en "competencia oficial" en el Festival de Cine de Cannes 2022.

## Sinopsis
La historia de los alumnos de la escuela de teatro Amandiers de Nanterre, dirigida por Patrice Chéreau y Pierre Romans, concretamente en 1986 con la puesta en escena de Platonov.
El largometraje es autobiográfico, los personajes de Stella y Etienne son alter ego de Valeria Bruni Tedeschi y Thierry Ravel.

## Ficha técnica
- Título original : Les Amandiers
- Título internacional : Forever Young
- Dirección: Valeria Bruni Tedeschi
- Guion: Valeria Bruni Tedeschi, Noémie Lvovsky, Agnès De Sacy, con la colaboración de Caroline Deruas
- Decoraciones: Emmanuelle Duplay
- Vestuario: Carolina de Vivaise
- Fotografía: Julien Poupard
- Sonido: François Waledisch, Sandy Notarianni, Emmanuel Croset
- Edición: Anne Weill
- Producción: Alexandra Henochsberg, Patrick Sobelman
  - Coproducción : Angelo Barbagallo y Olivier Padre
- Productoras: Ad Vitam, Agat Film & Cie - Ex Nihilo
  - Coproducción: Arte France Cine y Bibi Films
- Empresa distribuidora: Ad Vitam (Francia) y Charades (Internacional)
- País de producción: Francia

## Recepción

### Recepción de la crítica
En Francia, el sitio Allociné ofrece una media de 4,1⁄5, después de contar 31 comunicados de prensa.

### Taquilla
En su primer día de funcionamiento en Francia, Les Amandiers logró 20 561 entrées, incluidas 8 543 en vista previa, ubicándose en segundo lugar en la taquilla de nuevos estrenos, detrás de Reste un peu (25 016) y por delante de Les Femmes du square (17 896). Tras una primera semana de funcionamiento, el largometraje suma 104 057 entrées se sitúa en el séptimo puesto de taquilla, por detrás de Les Femmes du square (105 828) y por delante de Armageddon Time (93 090).

### Controversia
El actor principal, Sofiane Bennacer, en una relación con el director de la película, está acusado de violación y violencia doméstica sobre compañeras anteriores. Los cines deciden retirar la película de su programación. La Oficina de la Academia de las Artes y Técnicas del Cine de Francia, de acuerdo con el Comité de Revelaciones, decide eliminarlo de la lista de 32 revelaciones, propuesta como indicación el 16 de noviembre de 2022 para el César 2023.

## Alrededor de la película
Bernard Nissille, que interpreta al mayordomo, Franck Demules, que interpreta al cuidador, e Isabelle Renauld, que interpreta a la asistente de Chéreau, eran estudiantes de la escuela Théâtre des Amandiers en el momento retratado en la película.

## Premios y nominaciones

### Premios
- Festival Internacional de Cine Francófono de Namur[12]
  - Bayard a la mejor fotografía
  - Precio RTBF
- César 2023 : Mejor esperanza femenina para Nadia Tereszkiewicz

### Nominaciones
- César 2023 :
  - La mejor película
  - Mejor actor de reparto para Micha Lescot
  - Mejor Guion Original
  - mejores disfraces
  - Mejor Fotografía
  - mejores conjuntos
  - César de estudiantes de secundaria

### Festivales
- Festival de Cine de Cannes 2022 : selección oficial, en competición